# Оружане снаге Босне и Херцеговине
Оружане снаге Босне и Херцеговине (скраћено ОСБиХ), професионална су оружана сила Босне и Херцеговине. Основане су 1. јануара 2006, након што су са нивоа ентитета Републике Српске и Федерације Босне и Херцеговине пренесене на државни ниво надлежности из области одбране. Дан Оружаних снага је 1. децембар, датум доношења одлуке о оснивању ОСБиХ 2003.

## Структура
Врховни командант ОСБиХ је Предсједништво БиХ, а даље у ланцу командовања слиједи министар одбране и начелник Заједничког штаба ОС.
Заједнички штаб ОС БиХ потчињен је министру одбране. На челу Заједничког штаба се налази генерал-пуковник Сенад Машовић, а његови замјеници су генерал-мајор Ивица Јеркић — замјеник за операције и генерал-мајор Гојко Кнежевић — замјеник за ресурсе. Заједничком штабу су подређене Оперативна команда и Команда за подршку. Све бригаде и сви батаљони су мултинационалне структуре, изузев 3 пјешадијска пука.
У саставу Оперативне команде налазе се:
- три пјешадијске бригаде (4. бригада у Чапљини, 5. бригада у Тузли и 6. бригада у Бањалуци) које које у својој надлежности имају по три пјешадијска батаљона, један артиљеријски батаљон, извиђачку чету, вод војне полиције и вод везе.
- Бригада тактичке подршке (Сарајево) која у свом саставу има батаљон везе, инжињеријски батаљон, војно-обавјештајни батаљон, деминерски батаљон, батаљон војне полиције, оклопни батаљон, чету АБХО и вод везе.
- Бригада ваздушних снага и противваздушне одбране (Бањалука) чине 2 хеликоптерска сквадрона, батаљон летачке подршке, батаљон противваздушне одбране, батаљон ваздушног осматрања и јављања и авијацијску ескадрилу.

Команда за подршку у свом саставу има:
- Команду за управљање персоналом (Бања Лука),
- Команду за обуку и доктрину (Травник) и
- Команду логистике (Добој).

Постоје три пјешадијска пука који баштине војно насљеђе и идентитет јединица и народа из којих потичу и они немају оперативна и административна овлашћења.
- 1. пјешадијски (гардијски) пук, који његује војно насљеђе и идентитет Хрватског вијећа одбране;
- 2. пјешадијски (ренџерски) пук, који његује војно насљеђе и идентитет Армије Републике Босне и Херцеговине;
- 3. пјешадијски (Република Српска) пук, који његује војно насљеђе и идентитет Војске Републике Српске.

- Амблем 1. пјешадијског (гардијски) пука
- Амблем 2. пјешадијског (ренџери) пука
- Амблем 3. пјешадијског (Република Српска) пука

Проценат заступљености припадника три Уставом БиХ предвиђена конститутивна народа као и народа из реда „осталих” у ОСБиХ заснован је на основу задњег пописа становништва у БиХ (2013. г.), и примјењује се идентично на сваку бригаду.

## Служба у Оружаним снагама БиХ
На служби у Оружаним снагама могу бити војна лица, цивилна лица и кадети. Војна лица су професионална војна лица и лица у резервном саставу док су на служби.
Оружане снаге Босне и Херцеговине имају око 10.000 професионалних војних лица, око 5.000 лица у резервном стању као и око 1.000 цивилних радника.

### Професионална војна лица
Професионална војна лица су:
- војници,
- подофицири,
- официри,
- генерали.

### Лица у резервном саставу
Лица у резервном саставу су:
- резервни војници,
- резервни подофицири,
- резервни официри,
- резервни генерали.

### Кадети
Кадети су лица која се у стручним војним школама и академијама образују за професионалну војну службу у Оружаним снагама. Кадети имају права и обавезе које су прописане законом и прописима које доноси министар одбране Босне и Херцеговине.

## Чинови у Оружаним снагама БиХ

### Војнички чинови
- Војник
- Војник 1. класе
- Каплар

Обиљежја чинова војника састоје се од ознаке у облику слова „V” сребрне боје.

### Подофицирски чинови
- Водник
- Старији водник
- Старији водник 1. класе
- Заставник
- Заставник 1. класе

Обиљежја чинова подофицира састоје се од ознаке у облику слова „В” и жуте пруге на почетку еполете.

### Официрски чинови
- Потпоручник
- Поручник
- Капетан
- Мајор
- Пуковник
- Бригадир

Обиљежја чинова официра поручника и капетана састоје се од сребрених пруга на почетку еполете (на рамену) и сребрних звијезда. Обиљежја чинова официра мајора и пуковника састоје се од мачева на почетку еполете оивичених сребреном пругом и сребрних звијезда.

### Генералски чинови
- Бригадни генерал
- Генерал-мајор
- Генерал-пуковник

Обиљежја чина генерала састоје се од грба Босне и Херцеговине с мачевима окруженим златним вијенцем од храстових листова и златним звијездама са седам кракова на еполети оивиченој златном пругом.

## Видови, родови и службе у ОСБиХ
Састоје се из видова, родова и служби.

### Видови
Видови су:
- Копнена војска,
- Ваздухопловство и противваздушна одбрана.

### Родови
Родови су:
- пјешадија,
- артиљерија,
- артиљеријско-ракетне јединице противваздушне одбране,
- оклопно-механизиране јединице,
- авијација,
- инжењерија,
- веза,
- атомско-биолошко-хемијска одбрана,
- електронско извиђање и противелектронска борба,
- зрачно осматрање и јављање,
- војнообавјештајни.

### Службе
Службе су:
- техничка служба,
- зракопловна техничка служба,
- служба војне полиције,
- саобраћајна служба,
- интендантска служба,
- санитетска служба,
- ветеринарска служба,
- грађевинска служба,
- финансијска служба,
- правна служба,
- геодетска служба,
- информатичка служба,
- музичка служба,
- вјерска служба.

## Обиљежја
Обиљежја се налазе на капи или беретки, десном рамену и на лијевом рамену униформе свих припадника Оружаних снага.
Сви осим официра у чину генерала на капи/беретки носе беџеве копнене војске или ваздухопловства и противваздушне одбране Оружаних снага.
На капи/беретки официра у чину генерала налази се беџ грба Босне и Херцеговине с мачевима и златним вијенцем.
Обиљежје на десном рамену свих припадника Оружаних снага је застава Босне и Херцеговине.
Припадници пукова на лијевом рамену носе обиљежје свог пука.
Додатна обиљежја бригаде, друге институције, односно јединице носе се испод обиљежја пука на лијевом рамену.

## Пукови
Пјешадијски пукови баштине идентитет и војно насљеђе јединица и конститутивних народа (Бошњака, Хрвата и Срба) из којих потичу: Армије Републике Босне и Херцеговине (АРБиХ) — Други пјешадијски (ренџерски) пук, Хрватског вијећа одбране (ХВО) — Прва пјешачка (гардијска) пуковнија и Војске Републике Српске (ВРС) — Трећи пјешадијски (Република Српска) пук. Пукови и команде пукова немају оперативна ни административна овлаштења. Сваки пук има малу, неоперативну команду пука и персонал.
Команде пукова могу:
- управљати музејом пука,
- контролисати финансијски фонд пука
- припремати, истраживати и његовати историју пука,
- објављивати билтене пука,
- чувати културно-историјско насљеђе пука,
- давати упутства о одржавању посебних свечаности,
- давати упутства о обичајима, одјећи и понашању пука,
- водити официрске, подофицирске и војничке клубове.

Пукови могу у свом саставу имати активног, резервног или пензионисаног официра који служи као пуковник пука. Пуковник пука је искључиво почасни положај и нема оперативна ни административна овлашћења.

## Наоружање
Оружане снаге Босне и Херцеговине користе:
Тешко наоружање(Копнена војска)
| Лимити за БиХ                                        | Количина у ОСБиХ (2017)                | Белешка |
| ---------------------------------------------------- | -------------------------------------- | --- |
| 410 тенкова (ФБиХ 273, РС 137)                       | 325 тенкова (ФБиХ око 210, РС око 115) | Према члану 70. Закона о одбрани БиХ сва покретна имовина ОСБиХ, а тиме и тешко наоружање ОСБиХ, сматра се имовином Министарства одбране БиХ, па се тако наведени лимити унутар БиХ предвиђени споразумом у Фиренци (1996) не односе на власништво, већ територију на којој се имовина налази. |
| 340 борбених оклопних возила (ФБиХ 227, РС 113)      | 272 борбена оклопна возила             | Према члану 70. Закона о одбрани БиХ сва покретна имовина ОСБиХ, а тиме и тешко наоружање ОСБиХ, сматра се имовином Министарства одбране БиХ, па се тако наведени лимити унутар БиХ предвиђени споразумом у Фиренци (1996) не односе на власништво, већ територију на којој се имовина налази. |
| 1.500 комада топовског наоружања(ФБиХ 1.000, РС 500) | 1.375 комада топовског наоружања       | Према члану 70. Закона о одбрани БиХ сва покретна имовина ОСБиХ, а тиме и тешко наоружање ОСБиХ, сматра се имовином Министарства одбране БиХ, па се тако наведени лимити унутар БиХ предвиђени споразумом у Фиренци (1996) не односе на власништво, већ територију на којој се имовина налази. |

Пјешадијско наоружање
- 16.100 M16  САД (46.100 М16 донирано од САД 1997, током 2010. уништено 30.081 као застарело/неперспективно наоружање)
- 23.000 АР-15  САД
- 11.000 M-76  Југославија
- До 10.000 Застава М70  Југославија
- 5.410 Хеклер и Кох Г3  Немачка
- 7.941 Хеклер и Кох ХК33  Немачка
- 5.000 T91  Република Кина
- 617 М2 Броунинг  САД
- 1.000 M60  САД
- 45 М240  САД
- 8.000 M79 90 mm RPG  Југославија
- 75 9К111 Фагот  Совјетски Савез[6]
- 800+ АТ4  Шведска
- 300 ХЈ-8  Кина[7]

###### Додатна опрема
- 11.000 Hughes/Magnavox AN/PRC-126 ручно носећи радио
- 5.600 NAPCO AN/PRC-77 man pack radios
- 4.100 тактички телефони
- 22.000 двогледи
- 50 10 генератори

Тенкови
- 154 Т-54/T-55  Совјетски Савез (У резерви. 10 кориштених донација Турске 1997)
- 50 AMX 30  Француска (У резерви. Исправно 36 тенкова. Донирани од УАЕ-а 1997)
- 45 M60 A3 Patton  САД (45 се користе у оквиру оклопног батаљона. Донација САД-а 1996)
- 71 M-84  Југославија (16 се користе за обуку на полигону на Мањачи, остали су у резерви. 50 тенкова који се налазе у касарни Козара у Бања Луци повучени су из оперативне употребе 2008)

Оклопна возила пјешадије
- 79 M-113A2  САД (2010. г.)[8]
- 25 AMX-10P Француска (2010. г.)[8]
- 29 OT M-60  Југославија (2010. г.)[8]
- 101 БОВ 2/30/М/М-86/ (оклопни транспортер)  Југославија (2010. г.)[8]
- 103 БВП М-80A  Југославија (2010. г.)[8]
- Humvee 69 (На стању 25 2010. г.[8], 2017. донирано 44 од стране САД. (24 комада донирани марта 2017, те додатних 20 достављени у току године.)[9]

Артиљерија
- D-30 258  Совјетски Савез (2010. г.)[8]
- АПР-40 36  Румунија (2010. г.)[8]
- M-56 101  Босна и Херцеговина (2010. г.)[8]
- M101 125  Сједињене Државе
- M114 119  Сједињене Државе (2010. г.)[8]
- M-46/M-82 74  Совјетски Савез (2010. г.)[8]
- T-12 128  Совјетски Савез (2010. г.)[8]
- D-20 13  Совјетски Савез (2010. г.)[8]
- M84 15  Југославија/ Босна и Херцеговина (2010. г.)[8]
- M1 78  Сједињене Државе (2010. г.)[8]
- L118 36  Уједињено Краљевство (2010. г.)[8]
- M-75 399  Југославија (2010. г.)[8]
- M-74 22  Југославија (2010. г.)[8]
- M-57  Југославија (2010. г.)[8]
- M-69 81  Југославија (2010. г.)[8]
- BM-21 1  Совјетски Савез (2010. г.)[8]
- M-87 6  Југославија/ Босна и Херцеговина
- 2S1 24  Совјетски Савез (2010. г.)[8]

Бестрзајно оружје
| M-40A1 106mm | 30 (2010. г.) |
| M-18 57mm    | 30 (2010. г.) |
| M-20 75mm    | 3 (2010. г.)  |

#### Ратно ваздухопловство
|                     | Лимит за БиХ        | Количина у ОСБиХ | Тип                          |
| ------------------- | ------------------- | --- | ---------------------------- |
| Борбена авијација   | 62 (ФБиХ 41, РС 21) | 19 (већина у РС-у)- Више пута помињана могућност продаје одређеног броја Србији јер су повучени из оперативне употребе 2005. године, нису у возном стању а проглашени су неперспективним, углавном због трошкова евентуалног ремонта. | 7 Ј-22 орао, 12 Ј-21 јастреб |
| Јуришни хеликоптери | 21 (ФБиХ 14, РС 7)  | 7 |                              |

ПВО
- 20 2K12 Куб  Совјетски Савез
- 47 Бофорс Л/70  Шведска (2010. г.)[8]
- 30 ZU-23-2  Совјетски Савез (2010. г.)[8]
- 96 М53/59 Прага  Чехословачка (2010. г.)[8]
- 52 BOV-3  Југославија
- 479 ПВО 20 mm (2010. г.)[8]
- 15 9K31 Strela-1  Совјетски Савез
- 50 FIM-92 Stinger  Сједињене Државе
- 20 9K38 Igla  Совјетски Савез

Хеликоптери
- 5 Ми-8  Совјетски Савез (2010. г.)[8]
- 3 Mi-17  Совјетски Савез (2010. г.)[8]
- 4 Соко Газела Француска/ СФРЈ (2010. г.)[8]
- 14 UH-1H  САД (2010. г.)[8], 1 хеликоптер пао 28. јуна 2012.[11]

Године 2012. Оружане снаге Босне и Херцеговине располагале су 21 исправним хеликоптером.